# Corrent de Portugal
El corrent de Portugal és un corrent marí d'aigües càlides que forma part de la deriva nord-atlàntica i arriba fins a les costes de Portugal a través d'un eix sud-est.

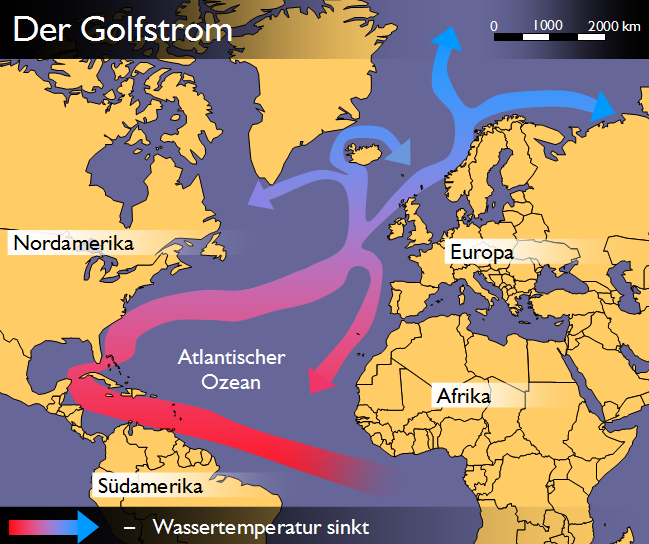
Esquema de la deriva nord-atlàntica i del corrent de Portugal sense nom.